# Budynek dawnej stajni pałacowych (angielskich) w Krzeszowicach
Budynek dawnej stajni pałacowych (angielskich) w Krzeszowicach – budynek stajni w Krzeszowicach, przy ul. Kościuszki 3. 
Do września 2014 roku na parterze mieściła się filia Starostwa Powiatowego w Krakowie (wydział komunikacji), a na piętrze filia Urzędu Pracy Powiatu Krakowskiego (obecnie w budynku dworca kolejowego). Obok znajduje się spichlerz folwarczny w Krzeszowicach.
Budynek z najbliższym otoczeniem został wpisany do rejestru zabytków nieruchomych województwa małopolskiego.